# Kanton Limoges-Condat
Kanton Limoges-Condat (francouzsky Canton de Limoges-Condat) je francouzský kanton v departementu Haute-Vienne v regionu Limousin. Tvoří ho čtyři obce.

## Obce kantonu
- Condat-sur-Vienne
- Limoges (část)
- Solignac
- Le Vigen